# Hermann Broch
Hermann Broch (n. 1 noiembrie 1886 - d. 30 mai 1951) a fost un prozator și eseist austriac, emigrat în SUA în 1938.
A studiat fizica, matematica și filozofia. A publicat prima lucrare, Somnambulii la vârsta de 40 de ani. Publică o trilogie despre dezintegrarea societății europene între 1888-1918, lucrare reprezentativă pentru romanele sale multidimensionale.

## Opera
- 1931 - 1932: Somnambulii ("Die Schlafwandler");
- 1936: James Joyce și lumea contemporană ("James Joyce und die Gegenwart");
- 1945: Moartea lui Vergiliu (" Der Tod des Vergil");
- 1950: Cei fără vină ("Die Schuldlosen");
- 1953: Ispititorul ("Der Versucher");
- 1976: Vrăjirea ("Die Verzauberung").